# Касторано
Касторано (італ. Castorano) — муніципалітет в Італії, у регіоні Марке,  провінція Асколі-Пічено.
Касторано розташоване на відстані близько 155 км на північний схід від Рима, 85 км на південь від Анкони, 14 км на схід від Асколі-Пічено.
Населення — 2397 осіб (2014).

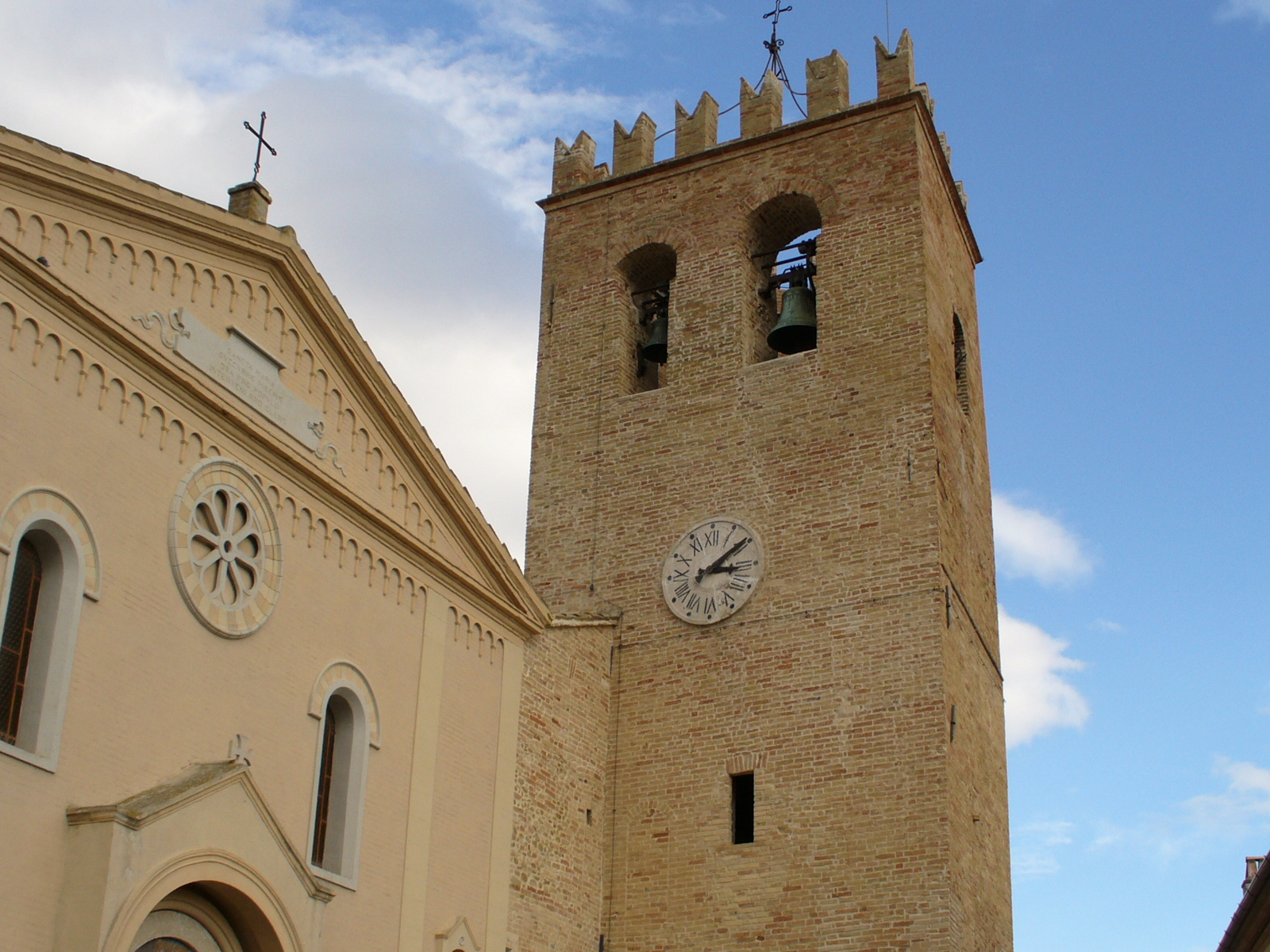

Щорічний фестиваль відбувається 31 травня. Покровитель — Visitazione della Beata Vergine Maria.

## Демографія
Населення за роками:

Станом на 1 січня 2023 року в муніципалітеті офіційно проживало 216 іноземців з 24 країн, серед них 31 громадянин країн Євросоюзу та 2 громадяни України.

## Сусідні муніципалітети
- Асколі-Пічено
- Кастель-ді-Лама
- Коллі-дель-Тронто
- Монсамполо-дель-Тронто
- Оффіда
- Спінетолі